# Orda kan
Orda kan (mongolsko Орда хан, Orda han, rusko Орда-Эджен, Orda-Edžen, ukrajinsko Орда Іхен, Orda Ihen)  je bil mongolski kan in vojaški strateg, ki je v 13. stoletju vladal v vzhodnem delu Zlate horde (Bela horda), * okoli 1206, † 1251.

## Prvi kan Bele horde
Orda kan je bil prvorojenec najstarejšega Džingiskanovega sina Džočija. Imel je šest mlajših bratov: Batuja, Berkeja, Šibana, Sinkurja, Toga Timurja in Baul Tervala. 
Džingiskan je pred smrtjo Mongolsko cesarstvo razdelil med svoje štiri sinove. Džoči je dobil najbolj zahodni del cesarstva, znan kot Zlata horda. Ker je Džoči kmalu zatem umrl, so v njegovem delu cesarstva ustanovili štiri nove kanate, ki so jih dobili njegovi sinovi:  Belo hordo je dobil Orda, Modro Batu, Sibirski kanat Šiban in porečje gornje Volge z Volško Bolgarijo Toga Timur. Slednji je postal znan kot Kasimski kanat. Glavno oblast nad vsemu štirimi kanati je z Ordovim soglasjem dobil Batu kan. 

## Pohod na Poljsko
Subedej in Batu kan sta leta 1241 napadla Ogrsko, Orda kan in Čagatajeva sinova Bajdar in Kadan pa Poljsko, da bi preprečila poljsko in češko pomoč napadeni Ogrski. Orda je najprej napadel jugozahodni del Litve, aprila 1241  oplenil Sandomierz in Krakov, Vroclava, glavnega mesta Spodnje Šlezije,  pa mu ni uspelo osvojiti.  Med Ordovim obleganja Vroclava sta Bajdar in Kadan izvedela, da se jima približuje kralj Venčeslav I. Češki z vojsko 50.000 mož. Orda je prekinil obleganje in krenil proti Legnici, kjer je naletel na vojsko vojvode Henrika II. Pobožnega, ki se je nameravala pridružiti vojski češkega kralja. 
Orda je z 20.000 konjeniki lokostrelci napadel počasnejšo in težje oboroženo poljsko vojsko in jo porazil. Henrika II.  so na begu z bojišča ujeli in obglavili. Njegovo glavo so nataknili na kopje in z njo paradirali po Legnici.
Venčeslav I. je na bojišče prišel prepozno. Ko je izvedel, da so skupine Mongolov prodrle vse do saškega mesta  Meissen, se je odpravil na Saško in zbiral okrepitve v Turingiji in Saški. Hitre mongolske čete so se medtem umaknile iz zahodne v Spodnjo Šlezijo in poskušale napasti Češko, vendar so jih na meji ustavili. Orda in Mangudaj sta se zatem v Otmuhovu pridružila Kadanovi in Bajdarjevi vojski. Mongoli so preko Moravske odšli proti Ogrski, kjer so se pri  Esztergomu pridružili svoji glavnini. Moravsko so povsem opustošili.

## Smrt
Orda kan je umrl leta 1251 še preden je uspel utrditi svoj kanat, Nasledil ga je  četrti sin Kungiran, njega pa vnuk Koču.

## Potomci
O Ordovi ženi in otrocih je malo podatkov. Njegova dinastična linija je vsekakor živela več generacij. Njegovi zgodnji nasledniki so bili dobri prijatelji kanov Ilkanata in cesarjev Juana. Njegov neposreden potomec je bil osmi kan Bele horde Urus, ki je vladal tudi v Modri hordi. Eden od njegovih potomcev je bil Toktamiš, ki je v poznem 14. stoletju  odstavil Butakanide in sam zasedel prestol Zlate horde.
Ordovega tretjega sina Kuremsa in Mucija omenja Giovanni da Pian del Carpine v Historia Mongolarum kot vladarja Pontskih step.